# A Change of Seasons
 A Change of Seasons és una pel·lícula estatunidenca dirigida per Richard Lang i estrenada el 1980.

## Argument
Adam Evans, professor d'uns quaranta anys, comença una relació adúltera amb Lindsey Rutledge, una de les seves alumnes. Karen, la dona d'Adam, intrigada per l'estat eufòric d'un marit habitualment més aviat sobri, li fa reconèixer la seva relació que defineix com a inconseqüent. Mentre Adam s'ha absentat durant el cap de setmana, Karen es deixa anar a una aventura amorosa amb Pete Lachapelle, un jove fuster bohemi que li hga vingut a instal·lar unes prestatgeries de biblioteca. Quan Adam entra al seu domicili, és impactat per una Karen desimbolta flirtejant obertament amb Pete. Els esposos pacten un estrany compromís per a les seves pròximes vacances a la neu: portaran les seves conquestes al seu xalet a la muntanya. El seu sojorn no deixarà de ser insòlit i animat amb l'arribada sobtada de la seva filla Kasey, en ple desconcert amorós.

## Repartiment
- Shirley MacLaine: Karen Evans
- Anthony Hopkins: Adam Evans
- Bo Derek: Lindsey Rutledge
- Michael Brandon: Pete Lachapelle
- Mary Beth Hurt: Kasey Evans
- Edward Winter: Steven Rutledge